# Villa Volpicelli

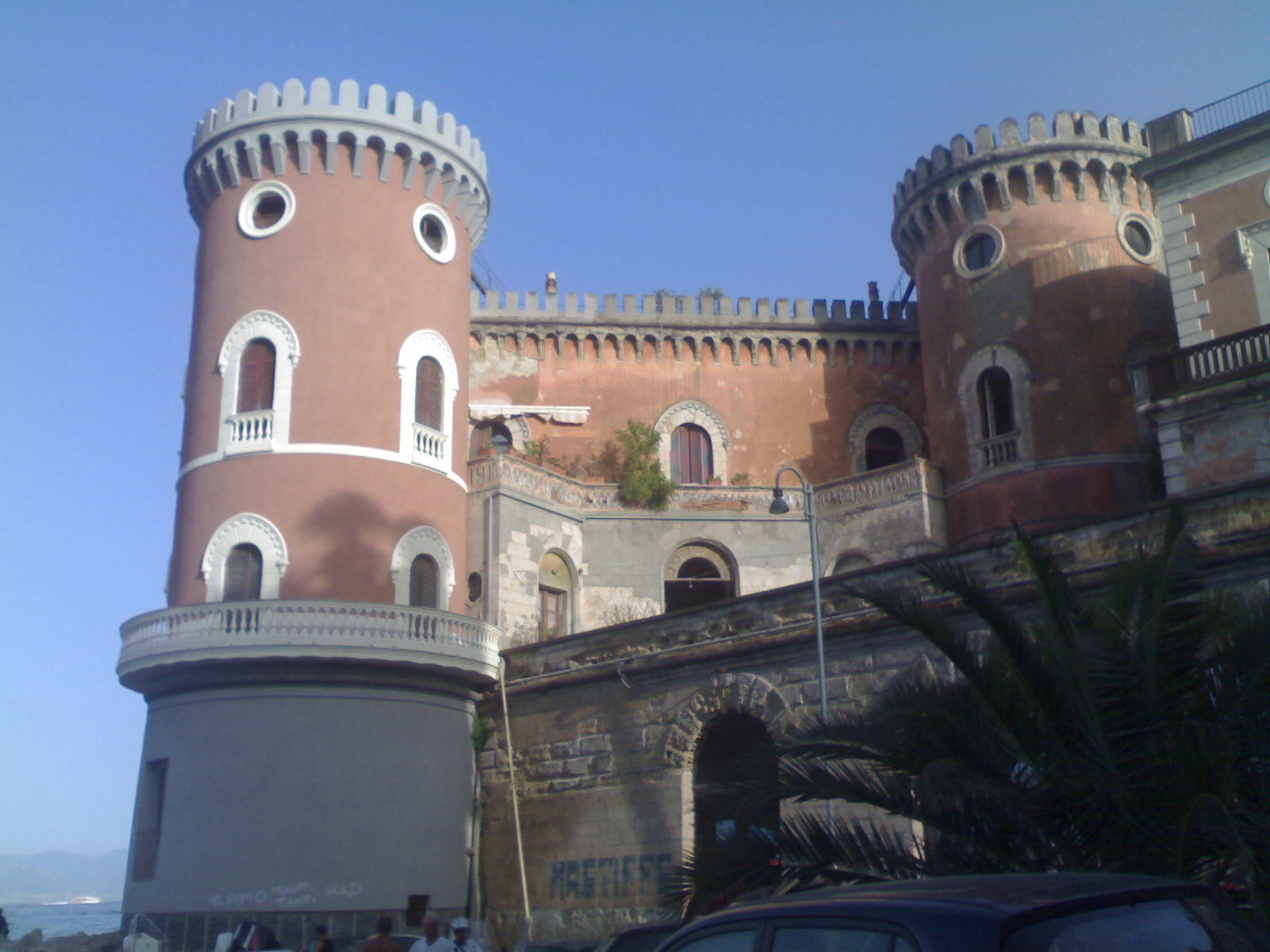
Particolare dei torrioni

Villa Volpicelli è una struttura monumentale di Napoli; è sita nel quartiere di Posillipo.
La villa è già presente nella veduta di Baratta del 1629, nella quale è chiaramente riconoscibile l'alta torre cilindrica della struttura fortificata del palazzo di Pietro Santacroce. In seguito, divenne bene demaniale e fu soprannominata il "fortino" o "torretta", tant'è che nella mappa di Giovanni Carafa del 1775, appare come "Cas. di Schitella e Fortino appresso", in ricordo dell'uso da parte dei principi di Ischitella.
Nel 1884 venne acquistata da Raffaele Volpicelli, il quale ben presto ordinò dei lavori di ristrutturazione che avrebbero dovuto ridarle il suo primissimo aspetto.
La villa oggi è tra le più belle di Posillipo; è particolarmente interessante il suo vasto giardino che è nascosto da un muro di cinta: esso si distende verso il mare e sfiora le proprietà di Villa Rosebery.
Dal 2004 è stata scelta per rappresentare l'esterno di palazzo Palladini, il condominio nel quale sono ambientate gran parte delle vicende della soap opera di Rai 3 Un posto al sole. Precedentemente le ambientazioni esterne erano girate in un altro palazzo di Posillipo, Villa Rocca Matilde.